# Siphanta similis
Siphanta similis är en insektsart som beskrevs av Fletcher 1985. Siphanta similis ingår i släktet Siphanta och familjen Flatidae. Inga underarter finns listade i Catalogue of Life.